# Rastislav Vincúr
Rastislav Vincúr (* 19. května 1952) je bývalý slovenský fotbalista, brankář. Po skončení aktivní kariéry působí jako trenér brankářů, mj. i u reprezentace Slovenska. Jako trenér působil i Maledivách.

## Fotbalová kariéra
V československé lize hrál za AC/Plastiku Nitra. Nastoupil ve 41 ligových utkáních. Do Nitry přišel z Koniarovců.

## Ligová bilance
| Ročník                                   | Zápasy | Góly | Klub           |
| ---------------------------------------- | ------ | ---- | -------------- |
| 1. československá fotbalová liga 1973/74 | 5      | 0    | AC Nitra       |
| 1. československá fotbalová liga 1974/75 | 18     | 0    | AC Nitra       |
| 1. československá fotbalová liga 1979/80 | 12     | 0    | Plastika Nitra |
| 1. československá fotbalová liga 1980/81 | 6      | 0    | Plastika Nitra |
| LIGA CELKEM                              | 41     | 0    |                |